# 高山病
高山病（こうざんびょう、altitude sickness）とは、高地で低酸素状態に置かれたときに発生する症候群。最近では（熱射病や日射病という病名が、より病態を表現した「熱中症」と呼称変更されたように）「高度障害」と呼ぶ場合も多い。

## 概要
高山では空気が地上と比べて薄いため、概ね2400メートル以上の高山に登り酸欠状態に陥った場合に、さまざまな症状が現れる。
主な症状は、頭痛、吐き気、嘔吐、眠気（めまい）である。他に、顔や手足の浮腫、眠気やあくびなどの睡眠障害、運動失調、低圧と消化器官の機能低下からくる放屁などが現れることもある。低酸素状態において数時間で発症し、一般には1日後 - 数日後には自然消失する。しかし、重症の場合は高地脳浮腫(High-Altitude Cerebral Edema; HACE)や高地肺水腫(High-Altitude Pulmonary Edema; HAPE)を起こし、死亡に至ることもある。

## 予防
危険因子として、呼吸器系・心血管系の既往症を持つ者は勿論だが、他に「過去に高山病の症状を呈したことがある者」や「偏頭痛の既往を持つ者」が指摘される。また、海面近くの標高から2500メートルの高地へ1日の内に移動すると発症しやすい。人によっては2000メートル前後の標高でも発症することがある。 血液中の酸素飽和度は、小型のパルスオキシメーターを使って比較的簡単に測定できる。これを使えば、酸素欠乏症に移行する前に、アセタゾラミドの服用など予防策が立てられる。

### 高所順化
逆説的ではあるが、2,400メートル以上の高地に移動した日は、すぐには休憩せず30分 - 1時間ほど歩きまわることで、人体の高所順化を促すことができると経験的に知られている。
この他、頭痛や吐き気などの高山病の症状が起きやすい人には、予防目的でブルフェンやダイアモックス、デカドロンの投与を行うこともあるが、医師の処方箋が必要である（旅行医学会が処方できる医療機関を公開している）。

### 薬物治療
高山病に対するアセタゾラミドの投与に関するメタアナリシスによると、登山前日から到着後3日後までの4日間、1日2回125mg内服することで、高山病発症リスクを有意に減らすことが報告されている。

## 治療

### 低地への移動
パルスオキシメーターで酸素不足が確認されたら、根本的な治療は低地に移動することである。重症の場合は、直ちに集中的治療が必要である。
他に上記のリスク因子を持つ者への対処として、危険因子を持つ者や軽症（下山を要さない程度）の者は1日当たりの登高を500メートル以下にする、他に高地での激しい運動を回避するなどが挙げられる。
負傷や症状の進行により移動が困難な場合はガモウバッグと呼ばれる可搬式の加圧カプセルに入りカプセル内の気圧を上げることで疑似的に標高を下げる方法もあるが、症状が軽微な場合は高度馴化をいたずらに遅らせるため使用は推奨されない。

### 薬物治療
症状が軽度であれば、アセタゾラミド（ダイアモックス®）を服用し、その他頭痛や吐き気や嘔吐に合わせて薬を飲む。
症状が中等度であれば、酸素投与しつつダイアモックス錠やデカドロン錠の薬を服用し極力安静にする。この際、できる限り下山するようにする。
症状が重度になり、高所脳浮腫や高所肺水腫の兆候があらわれれば、即座に下山するか救急要請する。救急要請中は携帯型の加圧バッグを使用し、酸素を吸入する。
最も命を脅かすのは肺水腫による呼吸不全である。アセタゾラミドの服用は、利尿作用によって肺水腫を軽減すると考えられている。また（高地性でなく一般的な肺水腫の治療を応用し）、ニフェジピンやプレドニゾロンの投与もありうる が、エビデンスはない。脳浮腫による頭痛に対しては、非ステロイド性抗炎症薬が有効とされる が、この薬剤の禁忌（喘息などのアレルギー、胃潰瘍、小児）には、注意が必要である。
また、直接の治療ではないが、高山病の症状のひとつである脱水症状からくる血栓を防ぐために、低容量のアセチルサリチル酸（アスピリン®）を予防的に服用することもある。

## その他のリスク
一般的に高山病には含めないが、高所では心筋梗塞や脳梗塞のリスクが上がる。その要因として、ヒマラヤ山脈などの高所では、脱水状態になりやすいうえ、赤血球の量が増えるため血液の粘性が高くなり、血栓を起こしやすくなる点がある。
海外高峰での登山ガイド経験が多い貫田宗男は、今日では高山病で死ぬことはあまりなく、高所での死亡例のほとんどは心筋梗塞や脳梗塞などの突然死だと述べている。
また高所では、体の熱を生み出すための酸素摂取量が不足し、さらに血液の粘性が高くなることで末端部の血流が滞りやすくなるため、凍傷にもなりやすくなる。